# Haworthia aristata
Haworthia aristata ist eine Pflanzenart der Gattung Haworthia in der Unterfamilie der Affodillgewächse (Asphodeloideae). Das Artepitheton aristata stammt aus dem Lateinischen, bedeutet ‚begrannt‘ und verweist auf die grannenähnlichen Blattspitzen.

## Beschreibung
Haworthia aristata wächst stammlos und sprosst langsam. Die schlanken, aufrechten, einwärts gebogenen Laubblätter bilden eine Rosette mit einem Durchmesser von bis zu 6 Zentimetern. Die dunkelgrüne Blattspreite ist kaum durchscheinend. Auf der Blattoberfläche befinden sich ein schwaches Netzmuster. Blattrand und Blattkiel sind ganzrandig oder fein bedornt.
Der lockere Blütenstand erreicht eine Länge von bis zu 15 Zentimeter und besteht aus zehn bis 15 weißen Blüten.

## Systematik und Verbreitung
Haworthia aristata ist in der südafrikanischen Provinz Ostkap verbreitet.
Die Erstbeschreibung durch Adrian Hardy Haworth wurde 1819 veröffentlicht.
Synonyme sind Aloe aristata (Haw.) Roem. & Schult.f. (1829, nom. illeg. ICBN-Artikel 53.1)
Haworthia denticulata Haw. (1821), Aloe denticulata (Haw.) Roem. & Schult.f. (1829), Aloe altilinea var. denticulata Salm-Dyck (1842) und Haworthia altilinea var. denticulata (Haw.) Poelln. (1938).

## Nachweise